# 受肉
受肉（じゅにく、古代ギリシャ語: Ενσάρκωση, Ensarkōsē, ラテン語: Incarnatio, 英語: Incarnation, ドイツ語: Fleischwerdung, Menschwerdung, ロシア語: Воплощение）とは、三位一体のうち子なる神（神の言）が、ナザレのイエスという歴史的人間性を取ったことを指す、キリスト教における教理。

## 訳語
正教会では藉身（せきしん）と訳される。これは「身を藉りる（かりる）」と読み下すことができ、キリストが身をとったことをより能動的に表している。「籍身」の用字は誤り。
カトリック教会ではかつて託身および托身（いずれの読みも「たくしん」）という訳語も用いられたが、2010年現在ではほとんど使われず、「受肉」が一般的となっている。

## 概念

### 公会議
アレクサンドロス、アタナシオス、および他のニカイア公会議に出席した教父たちによる〈父と子は同質で、永遠に共存した〉という教えが、最終的に正統の教義と定義された。

### 東方正教会とビザンティウムのカトリック教徒
受肉の意義はキリスト教の歴史にわたって広く議論されて、無数の賛美歌と祈りの主題となった。

### 西方古代シリア教会
西方古代シリア教会すなわち古代シリア正教、マランカラ正教、シリアマランカラ・カトリック教徒、古代シリアカトリック、およびマロン派カトリック教徒は主として、聖ジェイムス（60年ごろ）の聖餐クルボノを祝う。その中でアンティオキアの大司教聖セウェルス（465年ごろ-538年）に伝統的に仮託されている詩的な賛美歌「マネート」をささげる。
私は、神にして王たる汝を賞揚する、

神聖な父の、

ただ一人の子にして言葉

生来不滅なりて、救済のために

そして、すべての人類の命のために

汝は優美に降り来たりて、受肉された

聖なる、

輝かしく、純粋な乙女

聖母マリアの中に

そして、どのような変化もなしに人になり、

私達のために磔にされた。

ああキリスト、私達の神、

死を踏みにじり、私達の死を屠殺するもの、

聖三位一体のうちの1柱、

父と聖霊とともに、

拝まれて、尊敬され、

慈悲を私達すべてに抱いている。

#### ユルゲン・モルトマン
体系的神学での受肉と償いの間のつながりは複雑である。